# Orden vom Aztekischen Adler

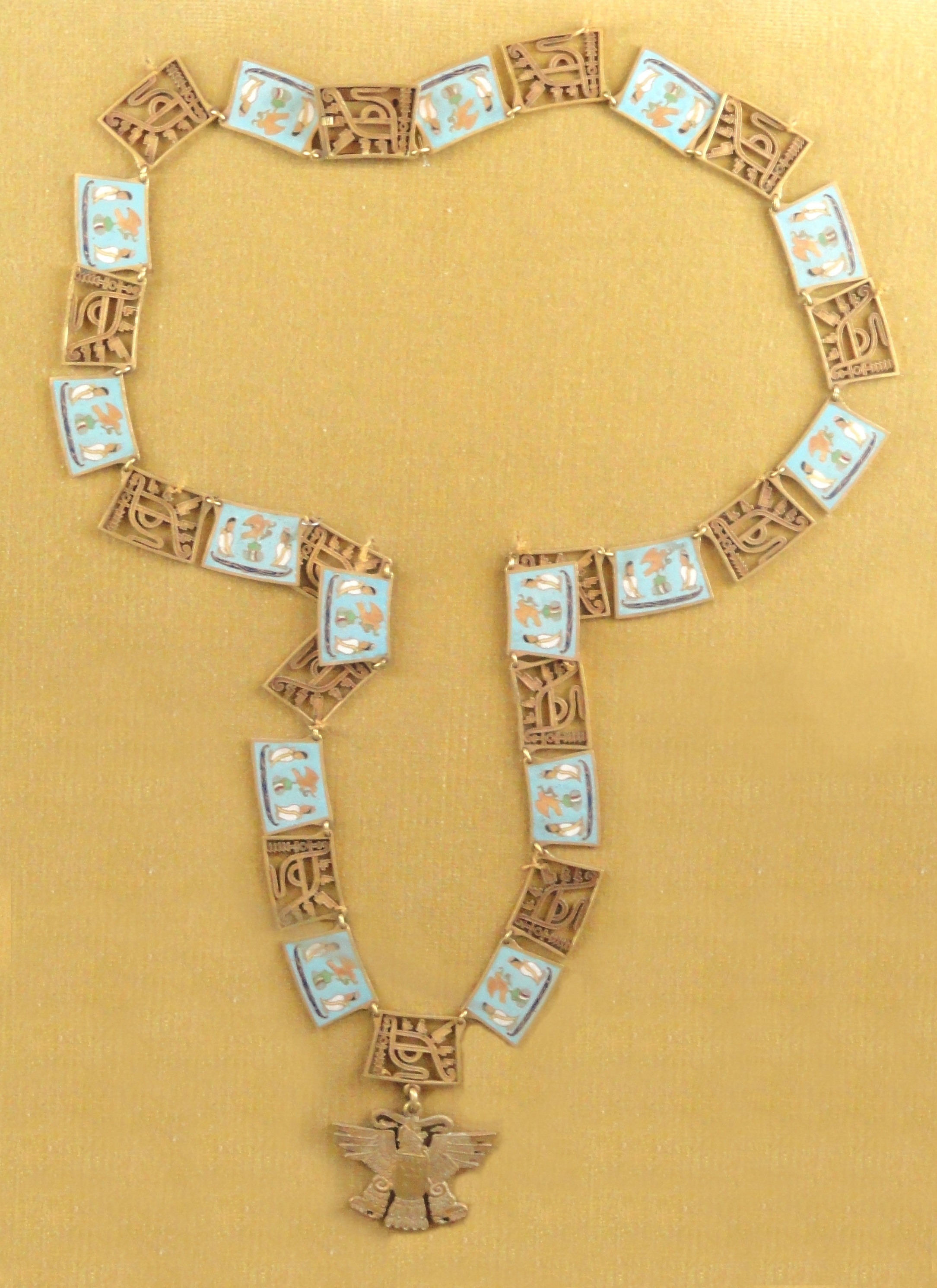
Collane und Bruststern des Ordens vom Aztekischen Adler

Der Orden vom Aztekischen Adler (spanisch Orden del Águila Azteca) ist der höchste in Mexiko an Ausländer verliehene Verdienstorden. Er ist nicht zu verwechseln mit dem kaiserlichen Orden des Mexikanischen Adlers.
Er wurde am 29. Dezember 1933 per Dekret von Präsident Abelardo Luján Rodríguez gestiftet, um Ausländer für ihre Verdienste um das Land Mexiko oder die Menschheit zu würdigen und entspricht der Ehrung mexikanischer Staatsbürger durch die Condecoración Miguel Hidalgo oder die Medalla Belisario Domínguez. Der Orden wird auf Anregung eines Rates, dem der Staatspräsident vorsteht, vom Kabinett des Außenministers vergeben.

## Ordensklassen
Die Abstufungen des Ordens vom Aztekischen Adler – der kein Großoffizierskreuz vergibt – sind, in absteigender Reihenfolge:
- Collane (span. collar) ist Staatsoberhäuptern vorbehalten,
- Großkreuz, (span. cruz) wird Regierungschefs und Ministerpräsidenten verliehen
- Kommandeur (span. banda) wird Botschaftern, Ministern und Staatssekretären verliehen
- Offizier (span. medalla) wird Unterstaatssekretären und Gesandten verliehen
- Ritter (span. placa)

Des Weiteren werden Ehrenzeichen (span. venera) und Abzeichen (span. insignia) verliehen.

## Träger (Auswahl)

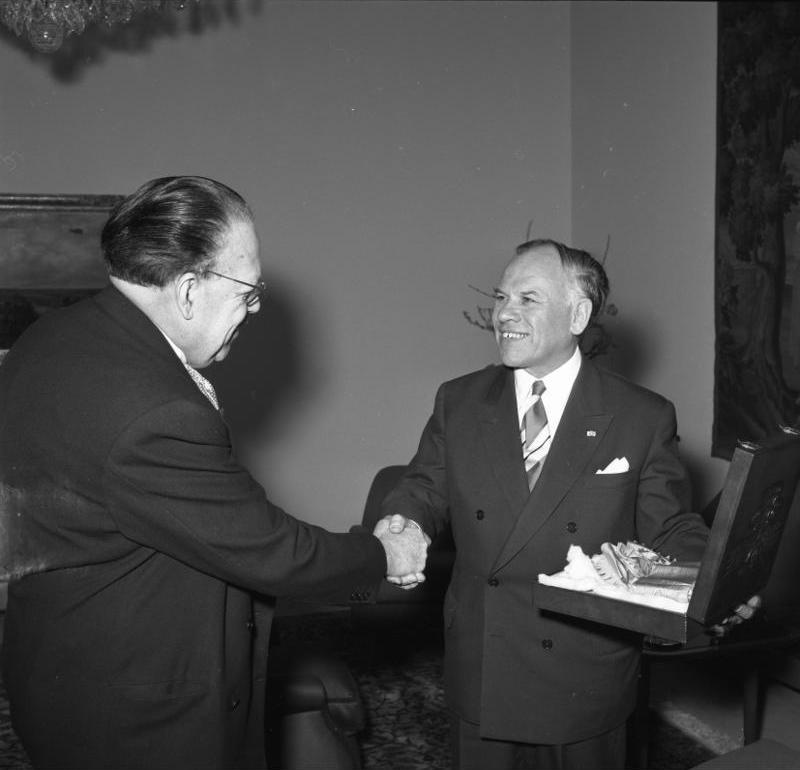
Bundestagspräsident Eugen Gerstenmaier empfängt im Jahr 1960 in Bonn das Großkreuz des Ordens vom Aztekischen Adler aus den Händen des mexikanischen Botschafters Alfonso Guerra.

### Collane
- Eleazar López Contreras (1939)[1]
- Dwight D. Eisenhower (1945)
- Henry H. Arnold (1945)
- Rafael Trujillo
- Haile Selassie, Kaiser von Äthiopien (1954)
- Josip Broz Tito (1963)
- Prinz Philip, Duke of Edinburgh (1964)
- Marina, Duchess of Kent
- Elisabeth II., Königin von Großbritannien und Nordirland (1973)
- Mohammad Reza Pahlavi, Schah von Persien (Iran) (1975)
- Juan Carlos I., König von Spanien
- Akihito, Kaiser von Japan
- Juan Vicente Sola (1984)[2]
- Alberto Fujimori (1996)[3]
- Carl Gustaf XVI., König von Schweden (2004)
- Luiz Inácio Lula da Silva (2007)
- Michelle Bachelet (2007)
- Margrethe II., Königin von Dänemark (2008)
- Nelson Mandela (2010)

### Großkreuz
- Konrad Adenauer (1955)[4]
- Eugen Gerstenmaier (1960)
- Leopoldo Benites Vinueza[5]
- Olav V., König von Norwegen

### Komturkreuz (Kommandeur)
- Alexandra Kollontai (1944)
- Rudolf Opitz (1974)
- Álvaro Mutis (1988)[6]
- José Amir da Costa Dornelles (2003)
- Jared Kushner (2018)[7]

### Ritterkreuz
- Pablo Neruda (1946)
- Juri Walentinowitsch Knorosow (1995)
- Bill Gates (2007)